# 龙栖山国家级自然保护区
龙栖山国家级自然保护区位于中国福建省将乐县境内，东南接白莲镇, 北靠黄潭镇, 西连万全乡, 西南与明溪县交界。地处武夷山脉东南延伸的支脉，总面积156.93平方公里，最高峰海拔1,620米。

## 歷史沿革
福建龍棲山自然保護區始建於1984年，1989年10月成立省級保護區，1998年8月經國務院批准為國家級自然保護區。2000年9月，經福建省委機構編制委員會辦公室同意，成立福建龍棲山國家級自然保護區管理局。